# Principato (famiglia)
La famiglia Principato è una famiglia nobile italiana, diramatasi a partire dal XII secolo in Basilicata, Calabria, Campania, Puglia e Sicilia, descritta come «una delle più illustri famiglie del Regno di Napoli» dall'abate Robert de Briançon.

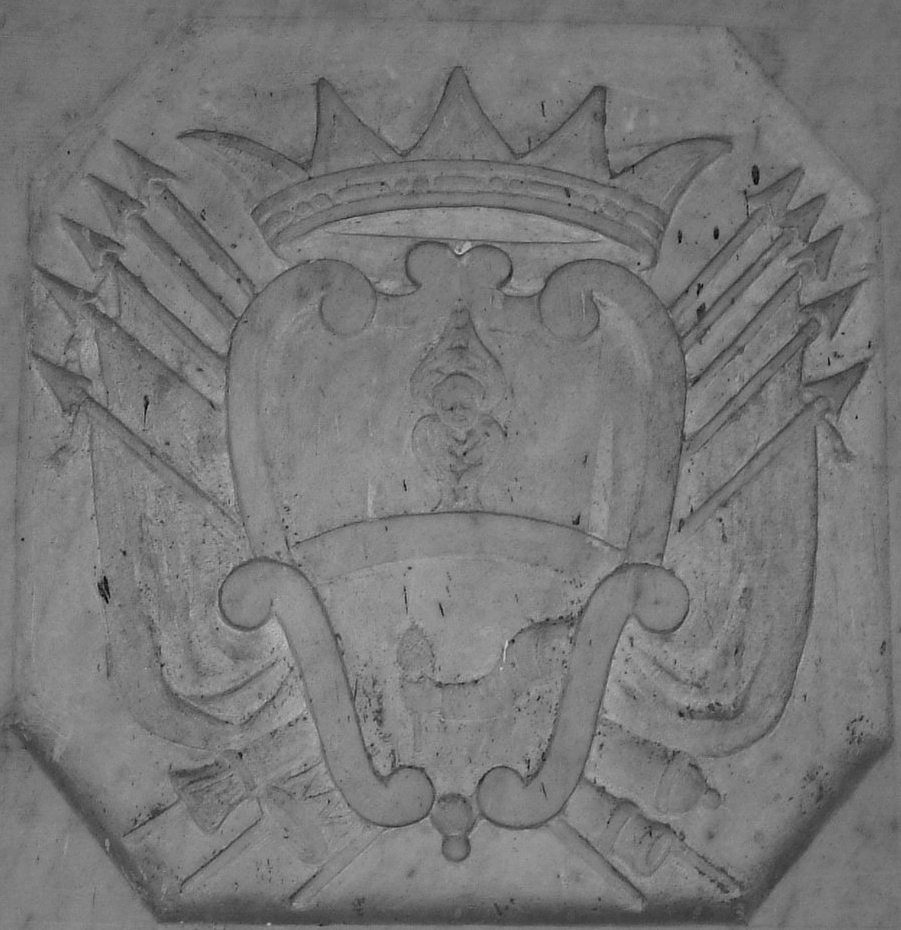
Stemma della famiglia Principato scolpito su una lapide

La famiglia Principato fu feudataria di Lagonegro, Lauria, Policastro, Rivello e Tortorella. Altri feudi li ebbe nel territorio di Agrigento, Andria, Aversa, Bitonto, Corato, Messina e Palermo. Possedette inoltre il marchesato di Caselle in Pittari e fu aggregata al patriziato di Barletta e al Seggio di Stilo. La famiglia si insediò anche in Polonia e sull'isola di Malta. I Principato contrassero matrimoni con le famiglie Anselmo, Bisazza, Calì, Calvario, Castelli, Crisafi, De Marco, Denti, Gonzaga, Lo Mundo, Macrì, Morelli, Pistorio e Rosso. Della famiglia sopravvive oggi solo il ramo di Messina.

## Storia

### Le origini
Gli storici ritengono che la famiglia Principato discenda dai conti di Principato e quindi da Guglielmo d'Altavilla, fratello di Roberto il Guiscardo, la cui stirpe dominò il territorio del principato di Salerno fino al 1160. Le prime testimonianze documentali di questa casata risalgono alla fine del XII secolo. Filadelfo Mugnos, nel suo Teatro genealogico delle famiglie nobili siciliane, ricorda un barone Pietro Principato che partecipò alla terza crociata, inviato da re Guglielmo II di Sicilia per un feudo che possedeva a Bitonto. Carlo Borrelli in Vindex neapolitane Nobilitatis ricorda un barone Roberto Principato, chiamato anch'egli alla stessa crociata per un feudo che possedeva in quel di Aversa. Nel Catalogus baronum compaiono i baroni Roberto de Principato, feudatario di Roccaromana nel casertano e il barone Pietro de Principato, feudatario a Corato, figlio sembra del miles Guglielmo e fratello di Gualterio. Un barone Roberto de Principato è invece ricordato come signore di Pisticci nel 1142. Edgardo Noya di Bitetto, nel suo Blasonario generale di Terra di Bari nota la famiglia de Principato fra quelle feudatarie nel territorio di Corato e Andria nel 1187 e la dice ascritta al patriziato della città di Barletta.

### I Principato in Sicilia
In Sicilia le prime testimonianze del cognome Principato risalgono al ‘200. Fra Giovanni de Principato compare come testes, a Paternò, in un atto del 1212. Nel 1271 si legge di un Nicoletto de Principato, beroario a Firenze perché legato agli angioini. Nel 1277 invece si trova al servizio dell'Arcivescovo di Messina l'arciprete Giovanni de Principato. 
La famiglia risulta ben inserita all'interno del tessuto sociale di Palermo sin dalla seconda metà del secolo XIV. Nel 1333 un Facino de Principato svolgeva la professione di notaio, la stessa per cui si notano Palmerio de Principato negli anni 1399/1400 e Andrea de Principato nel 1486. Un altro Palmerio de Principato compare nel 1377, nella stessa città, quale sindaco e procuratore della Confraternita dei disciplinati di S. Giacomo di Mazzara. Nel 1385/86 un Luca Principato fu Pretore (ossia sindaco) di Palermo.

### I legami con gli Angioini e gli Aragonesi
All'inizio del XV secolo visse l'ammiraglio Benedetto de Principato, detto Betto da Lipari, a cui il 3 settembre 1406 il Re Ladislao d'Angiò-Durazzo donò la Contea di Policastro e che il 19 maggio 1411 combatté sotto di lui nella fallimentare battaglia di Roccasecca, venendo fatto prigioniero. Liberato dietro riscatto, prese parte all'occupazione dell'Umbria e dello Stato Pontificio. In precedenza, dopo la presa di Roma, avvenuta nel 1409, fu creato dal sovrano napoletano castellano di Castel Sant'Angelo. Nel 1416 la Regina Giovanna II d'Angiò-Durazzo gli concesse i feudi di Lagonegro, Lauria, Rivello e Tortorella, mentre l'anno successivo lo ammise tra i baroni del suo Consiglio. Dal 1430 al 1438 suo figlio Nicola Principato fu vescovo di Policastro e nello stesso periodo la figlia Polissena sposò Arteluche d'Alagonia, che nel 1442 seguì il Re Renato d'Angiò-Valois nel suo esilio in Francia. Nel 1460 un Emilio Principato fu al servizio degli Aragonesi come parente e precettore del Re Ferrante d'Aragona. Nel 1533 un Francesco Principato ricoprì l'incarico di console di Ragusa, in Croazia, direttamente da Reggio Calabria.

### I Principato a Messina

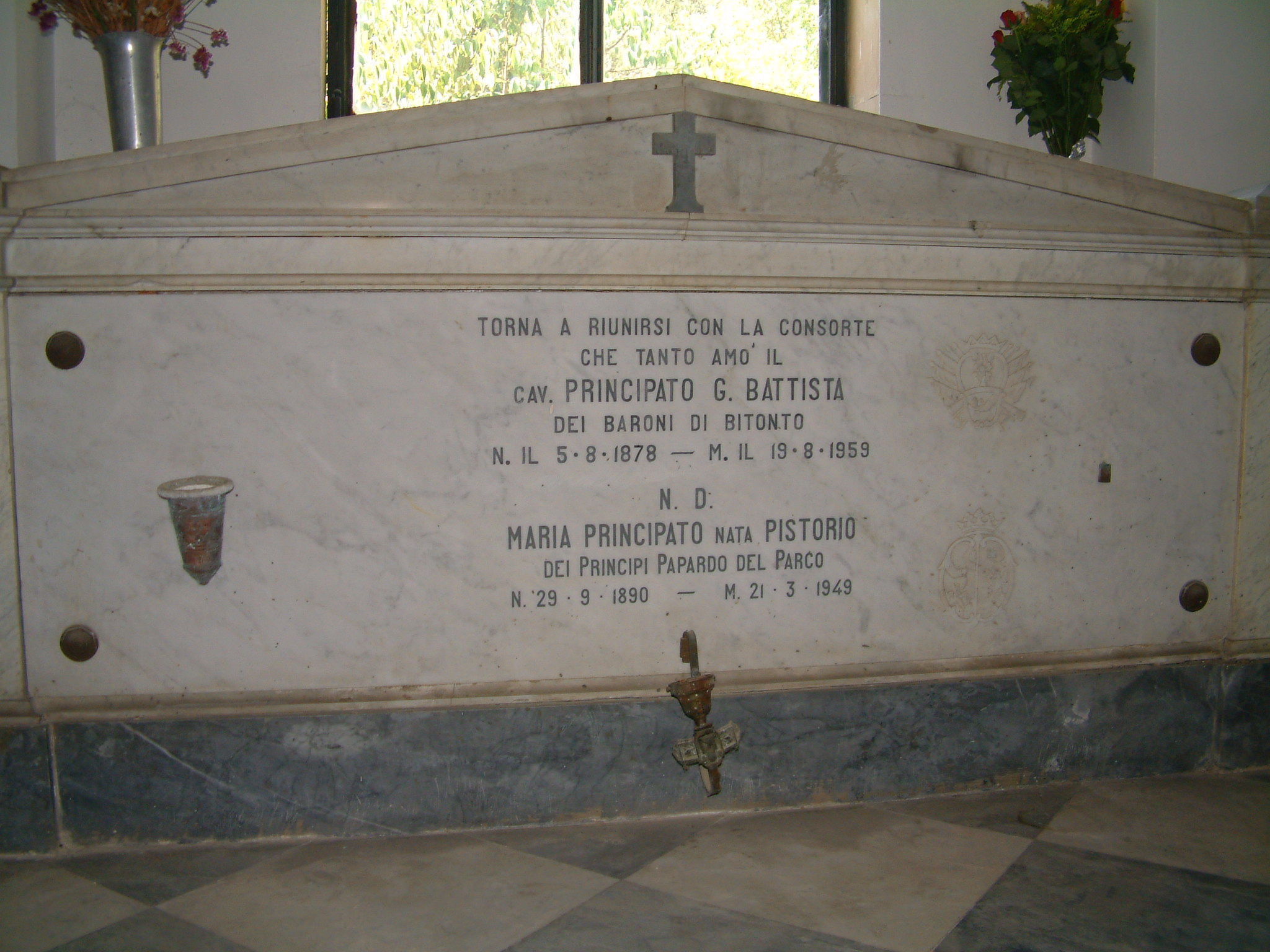
Tomba del cav. Giovanni Battista Principato e della consorte Maria Pistorio, nella Cappella dei nobili dell'Arciconfraternita di San Basilio degli Azzurri di Messina.

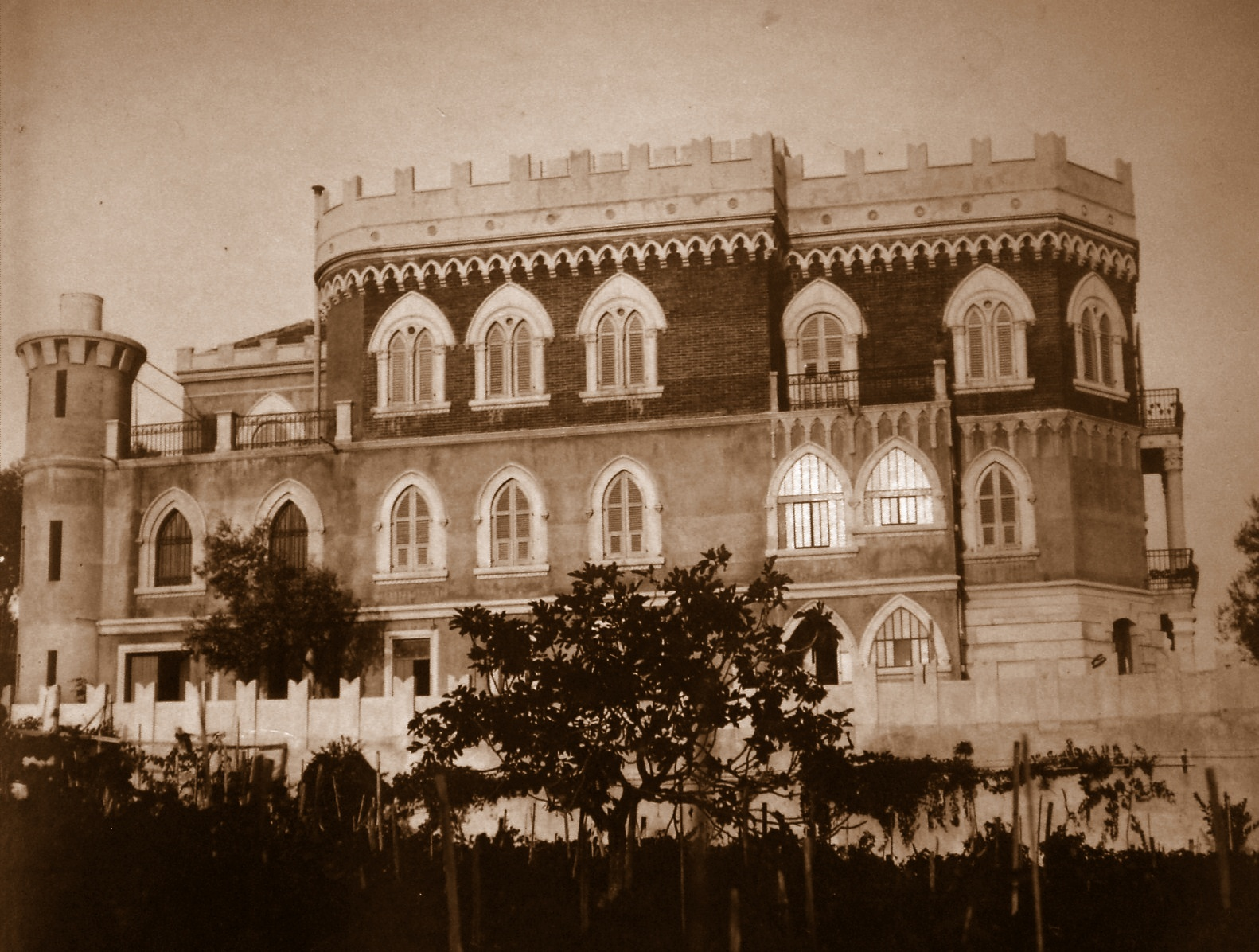
Villa Principato (1929) a Ganzirri (Messina)

Nel principio del secolo XVI vissero Giovanni Andrea e Lucrezia Crisafi, dei baroni di Terranova, genitori di suor Marianna e suor Giovanna Principato, "monache di santa vita" del monastero di S. Gregorio a Messina e Paolo Principato, elevato alla nobiltà messinese nel 1598 "dietro aver giustificato i suoi illustri natali". Dal matrimonio fra questi e la contessa Lucrezia Anselmo e Brigliano discese, fra gli altri, il paolotto Paolo Principato, che ottenne l'incoronazione di "Matematico insigne e poeta laureato" per Palermo e Messina. Fu autore di numerosi testi di matematica, oggi scomparsi, e di una traduzione in dialetto siciliano della "Divina commedia" di Dante Alighieri. Un Giovan Dionisio nel XVII secolo fu marito di Santa Cybo, figlia del conte di Naso Pietro Maria e di Giovanna La Rocca e pronipote del cardinale Innocenzo Cybo, amministratore apostolico della arcidiocesi di Messina. Un Antonino fu console di mare a Messina nel 1707/08. Un Benedetto Principato fu capitano delle milizie urbane di Messina nel 1720. Un Antonio fu capitano nel reale esercito, comandante del forte di Castellaccio e senatore di Messina nel 1768/69 e 1774/75. Il figlio di questi, Giovanni Battista Principato e Morelli, fu ascritto all'ultima mastra nobile di Messina del 1807. Giovanni Battista Principato e Lo Mundo partecipò ai moti risorgimentali del 1847 - 1848. Giovanni Battista Principato e Macrì (Messina 1878 † 1959) è stato fra gli ingegneri responsabili del piano di ricostruzione della città di Messina dopo il terremoto del 28 dicembre 1908. Suo figlio Francesco Principato (Messina 1914 † Perugia 2002), viceprefetto di Perugia a riposo, grande ufficiale dell'Ordine al Merito della Repubblica Italiana, è stato decorato con il titolo di "benemerito della patria" per la Resistenza italiana.

### I Principato a Capizzi
Un ramo della famiglia Principato, proveniente con tutta probabilità da Messina, fiorì a Capizzi a partire dal XVII secolo. Si imparentò, fra le altre, con le famiglie Larcan baroni di Collabascia, Impellizzeri, Militelli baroni della Castagna, Castronovo, Emanuele baroni della Catena e Lanza. 
Alla famiglia apparteneva don Francesco Principato (1678-1761), arciprete di Capizzi e abate di Santa Maria del Piano. 
Diversi componenti della famiglia ricoprirono poi il ruolo di proconservatore della città: un Placido, discendente da Giovanni Andrea e Lucrezia Crisafi ricoperse la carica nel 1655; un dottor Gaetano ricoprì la stessa carica nel 1719, come poi Gaspare nel 1758. Quest'ultimo fu padre a Caterina, ultima della sua famiglia a Capizzi, detta per le sue grandi ricchezze "la signora dell'oro". 
Donna Caterina Principato e Castronovo (1756-1806) sposò in prime nozze lo zio Girolamo Principato e, alla morte di quest'ultimo, il barone Francesco Russo, da cui non ebbe prole. A lei si deve la fondazione del Collegio di Maria di Capizzi.
A Capizzi è ancora visibile l'antico palazzo dei Principato, abitato dalla nobile famiglia per tutto il Settecento. Il palazzo venne poi acquistato e ristrutturato dai baroni Russo nella prima metà del XIX secolo.  Oggi palazzo Principato-Russo-Larcan (la denominazione comprende le tre famiglie ultime proprietarie della struttura), dopo i lavori di recupero, è un centro culturale di proprietà del Comune di Capizzi aperto al pubblico e alle visite.

### I Principato in Polonia
Un ramo della famiglia Principato di Messina si trasferì in Polonia nel XVII secolo, tramutando il cognome in Pryncypatty. Un Giovanni Principato nel 1768, regnando Stanislao II di Polonia venne fregiato della naturalizzazione polacca e quindi del riconoscimento della nobiltà. In Lituania, un secolo prima, nel 1677, un abate Principato, gentiluomo del vescovo di Vilnius Stefan Pac, era stato incaricato di portare in dono al granduca di Toscana Cosimo III una reliquia di S. Casimiro, che attualmente si trova conservata a Firenze.

### I Principato a Malta
Un ramo della famiglia Principato si trasferì sull'isola di Malta nella seconda metà del '600. Un Giovanni Battista Principato, originario di Messina, sposò in seconde nozze nella città di Senglea nel 1658 Maria Scuderi (figlia di Francesco), discendente da una nobile famiglia originaria della Castiglia, che assunse questo cognome in memoria del capostipite Antonio, che secondo una leggenda salvò col suo scudo la vita a re Giovanni II di Castiglia. Giovanni Battista aveva sposato in prime nozze donna Margherita, dalle loro nozze era nata donna Veronica, sposata nel 1703 con Nicola Mandarino. Un Pasquale Principato sposò nel 1691 a Senglea Onorata Cordina, discendente da Francesco de Vergy Maldonato di Rodi, arrivato sull'Isola con i Cavalieri Ospitalieri intorno al 1530 e creato Barone di Pietra Longa nel 1553, marito di donna Isabella Platamone. Un altro Pasquale Principato, sposato con Teresa, fu padre di Anna Maria Principato, sposata a Senglea nel 1787 con il nobile Giuseppe Giacomotto. Un sacerdote Giuseppe Principato fu nella seconda metà del '700 discepolo del compositore, organista e teorico della musica maltese Francesco Azopardi.